# Николаев, Александр Андреевич
Александр Андреевич Николаев (17 [30] августа 1905, с. Липяги, Тамбовская губерния — 10 октября 1949, Москва) — советский вице-адмирал.

## Биография
Родился 17 (30) августа 1905 года в селе Липяги Кирсановского уезда Тамбовской губернии.
1927—1929 гг.: краснофлотец, с 1928 г. — краснофлотец-ученик Школы подводного плавания Балтийского флота.
1929—1930	гг. — инструктор-моторист Школы подводного плавания.
1930—1933	гг. — ответственный секретарь партбюро Учебного отряда подводного плавания.
В 1932 г. окончил Комвуз Ленинградского военного округа.
1933—1934	гг.: с мая — старший инструктор политотдела «ЭОН-1» по переводу в мае — августе с Балтики на Север по Беломорско-Балтийскому каналу отряда кораблей в составе двух эсминцев, двух сторожевых кораблей, двух подводных лодок; с августа 1934 г. — начальник политотдела Северной военной флотилии.
1934—1938	гг. — слушатель военно-морского факультета Военно-политической академии им. Н. Г. Толмачева.
Январь — декабрь 1938 г.: старший инструктор Политуправления РККФ, комиссар особого отряда в составе гидрографических судов «Полярный» и «Партизан» на переходе из Кронштадта во Владивосток, заместитель начальника отдела руководящих партийных органов Политуправления ВМФ.
1938—1940 гг. — военный комиссар Главного морского штаба.
1940—1945 гг. — член Военного совета Северного флота.
Участник Великой Отечественной войны 1941 — 1945 гг.
С 17 марта 1941 г. — дивизионный комиссар.
С 13 декабря 1942 г. — контр-адмирал.
С 31 мая 1944 г. — вице-адмирал.
1945—1947 гг.: с июня — член Военного совета Балтийского флота, с февраля 1946 г. — Юго-Балтийского флота, с апреля 1947 г — 4-го ВМФ.
1947—1949 гг.: заместитель начальника Главного политуправления Вооруженных сил СССР, председатель Оргбюро ДОСФЛОТ СССР.
Скончался 10 октября 1949 года в Москве.

## Награды
Награждён орденом Ленина, 3 орденами Красного Знамени, орденом Нахимова 1-й степени, Отечественной войны I степени, двумя орденами Красной Звезды и медалями.
В честь А. А. Николаева назван морской тральщик проекта 254 (1950—1966), большой десантный корабль проекта 1174 «Александр Николаев» и улица в Мурманске.

## Семья
Жена — Элла Исааковна Николаева (урождённая Гительсон, 1910—1983), инженер-судостроитель, участница Великой Отечественной войны (медсестра); похоронена рядом с мужем.